# Bihun
Bihun (ukrainisch Бігунь; russisch Бегунь Begun) ist ein Dorf im Norden der ukrainischen Oblast Schytomyr mit etwa 1600 Einwohnern.
Das Dorf wurde 1695 gegründet und liegt 38 Kilometer westlich vom ehemaligen Rajonzentrum Owrutsch und 128 Kilometer nördlich vom Oblastzentrum Schytomyr nahe der Grenze zum belarussischen Rajon Jelsk am Flüsschen Bihun.
Durch die Nuklearkatastrophe von Tschernobyl wurde das Gebiet im April 1986 radioaktiv kontaminiert.
Am 18. Januar 2018 wurde das Dorf ein Teil der Landgemeinde Slowetschne, bis dahin bildete es zusammen mit dem Dorf Selesiwka (Селезівка) die gleichnamige Landratsgemeinde Bihun (Бігунська сільська рада/Bihunska silska rada) im Westen des Rajons Owrutsch.
Am 17. Juli 2020 kam es im Zuge einer großen Rajonsreform zum Anschluss des Rajonsgebietes an den Rajon Korosten.